# 罗定文塔
22°46′26″N 111°33′48″E / 22.77389°N 111.56333°E
罗定文塔位于中国广东省罗定市罗城镇，1985年被列为罗定县文物保护单位，1989年被列为广东省文物保护单位（2002年重新核定公布）。
罗定文塔建于明万历三十九年（1611年），是楼阁式砖塔，平面呈八角形，外观七层，内部十三层，阶梯在塔内部，塔内砖阶为“穿壁绕平座”结构(按照八卦阵布局)，高47米。

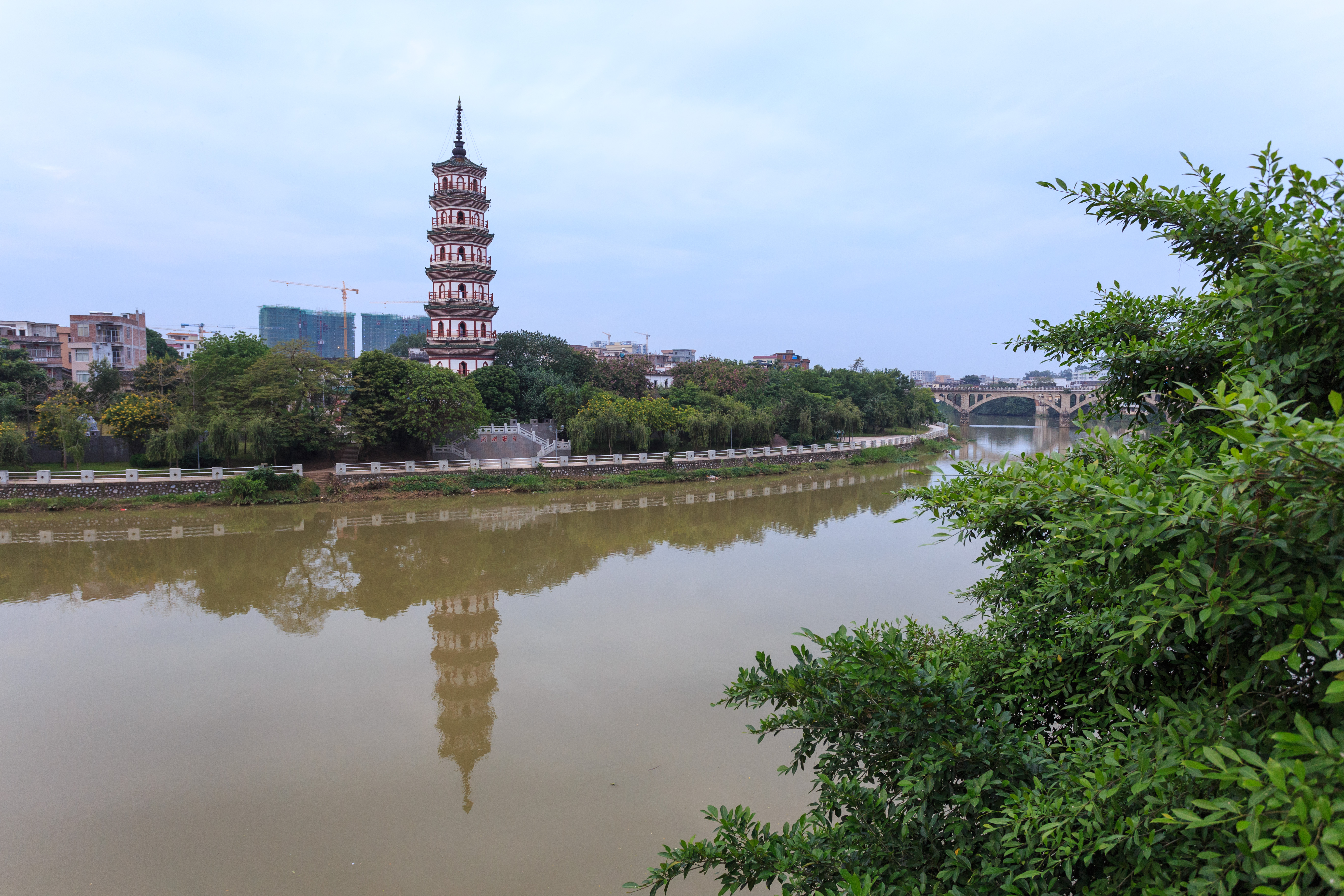
罗定文塔